# Mincovňa Kremnica
De Mincovňa Kremnica (Nederlands: Munthuis van Kremnica) is een munthuis in Kremnica in Slowakije. Het munthuis in Kremnica geldt als één van de oudste nog bestaande bedrijven ter wereld en als het oudste nog bestaande munthuis ter wereld. De plaats Kremnica kreeg in 1328 van de Hongaarse koning Karel I Robert stadsrechten en tegelijkertijd stichtte hij in de stad een munthuis. De Munt sloeg de munten van de Tsjecho-Slowaakse kroon en van de Slowaakse kroon. Sinds 2008 worden hier de Slowaakse euromunten geslagen.